# Donald C. Cox
Donald Clyde Cox (* 22. November 1937 in Lincoln, Nebraska) ist ein US-amerikanischer Elektroingenieur. Er ist Professor an der Stanford University.
Cox studierte Elektrotechnik an der University of Nebraska mit dem Bachelor-Abschluss 1959 und dem Master-Abschluss 1960. Danach war er bis 1963 auf der Wright-Patterson Air Force Base als Entwicklungsingenieur und Offizier für Kommunikationssysteme und kehrte dann an die Universität zurück. 1968 wurde er an der Stanford University promoviert und war dann bei den Bell Laboratories, wo er Abteilungsleiter wurde. 1984 bis 1993 war er Executive Director und Division Manager für Radio-Forschung bei Bellcore (1984 aus Bell Labs hervorgegangen). 1993 wurde er Professor in Stanford.
Er befasst sich insbesondere mit Mobilfunk-Technologie, theoretische Nachrichtentechnik und Funkausbreitung in und um Gebäude, Geräte für Signalverarbeitung bei niedriger Leistung, Funk-Datennetzwerke.
1983 erhielt er den italienischen Guglielmo-Marconi-Preis, 1985 den IEEE Morris E. Leeds Award, 1993 die IEEE Alexander Graham Bell Medal und 2000 die IEEE Third Millennium Medal. Er ist Mitglied der National Academy of Engineering (1994) und der American Association for the Advancement of Science sowie Ehrendoktor der University of Nebraska (1983).

## Schriften
- Herausgeber mit W. C. Jakes: Microwave Mobile Communications, Wiley 1974, IEEE Press 1994
- mit Karen Q. Tian Mobility Management in Wireless Networks: Data Replication Strategies and Applications, Kluwer 2004
- Beitrag zu J. Gibson (Herausgeber) The Mobile Communications Handbook, IEEE Press, 1996, 1999